# Allgemeiner Bischof
Allgemeiner Bischof oder Generalbischof (arabisch أسقف عام/عمومي usquf ʻāmm/ʻumūmī) ist ein bischöfliches Amt in der Koptisch-Orthodoxen Kirche, dessen Amtsträger vom koptischen Patriarchen von Alexandrien für besondere Aufgaben bestellt ist. Er leitet keine Diözese wie ein Diözesanbischof, ist auch kein Titularbischof, ordiniert keine Kleriker für seinen Amtsbereich und trägt keinen Bischofsstab. Das Amt ähnelt dem Patriarchalvikar, Auxiliarbischof oder Vagantenbischof in anderen Kirchen.
Die ersten Allgemeinen Bischöfe wurden 1962 von Papst Kyrillos VI. bestellt.